# Liste der Träger der Goldenen Medaille für Verdienste um die Republik Österreich seit 1952
Diese Liste der Träger der Goldenen Medaille für Verdienste um die Republik Österreich (1952) ist ein – nicht vollständiges – Verzeichnis der Besitzer der Goldenen Medaille für Verdienste um die Republik Österreich (1952) mit kurzen Angaben zur Person und, wenn bekannt, zum Anlass der Verleihung.
Bei den Berufs- bzw. Funktionsbezeichnungen ist der Einheitlichkeit halber immer der erlernte Beruf (falls relevant, sonst der zum Zeitpunkt der Verleihung ausgeübte Beruf) und nachstehend die Funktion, gereiht nach politischer Ebene, angegeben.
Die Einträge sind, falls bekannt, nach dem Verleihungsjahr oder der Veröffentlichung sortiert, innerhalb des Jahres alphabetisch, die Jahresangaben haben aber aufgrund der verschiedenen Quellangaben eine Unschärfe, da die Zeit vom Antrag über die Verleihung bis zur Bekanntmachung mehrere Monate betragen kann.
Eine – teils unvollständige – Liste findet sich in einer Anfragebeantwortung des Bundeskanzlers:

## Träger
- Johann Rockenschaub (1958)
- Emil Weiss, Illustrator (1964)
- Gertraud Bakalarz-Zákos, Oberschwester im Genesungsheim Kalksburg (1971)
- Alfred Havlicek (am roten Bande für Lebensrettung), (1975)
- Heinrich Aigner, Vizeleutnant (1976)
- Claire Grünhaus, Fürsorgerin (1980)[2]
- Oskar Feldtänzer (1981)
- Johann Preisinger, Höhere Bundeslehr- und Versuchsanstalt für Gartenbau in Wien-Schönbrunn (1982)
- Willibald Berenda (1985)
- Josef Plank, Ernteberichterstatter (1987)
- Walter A. Schwarz, Vizeleutnant (1988)
- Gerhard Freilinger (1989)
- Georg Hamann, Musiker (1992)
- Gertrude Kandutsch, Funktionärin im Öziv (1993)
- Erwin Seper, Chefinspektor (1996)
- Herbert Raab, Informatiker und Amateurastronom (1997)
- Werner Senn (am roten Bande für Lebensrettung), Einsatzleiter bei der Lawinenkatastrophe von Galtür (1999)
- Andreas Pilsl (1999)
- Christian Illedits (2001)
- Rosa Zatschkowitsch (2004)
- Stefan Luginger, Offiziersstellvertreter (2006)
- Siegfried Bonstingl (2007)
- Herbert Krenn, Oberlöschmeister der Freiwilligen Feuerwehr und Gewinner des Toughest Firefighter Alive (2007)
- Johann Mayer (2007)
- Brigitte Olram (2007)
- Thomas Astecker, Vizeleutnant (2007)
- Hermann Toll, Mitarbeiter des Wiener Rennvereins im Palais Pallavicini (2007)
- Josef Kranabether (2007)
- Urban Prugger, Ökonomierat (2007)
- Werner Dvorak, Chefinspektor der Bundespolizei (2008)
- Friedrich Kafesy, Bezirksinspektor der Bundespolizei (2008)
- Wolfgang Schlegl-Tiefenbacher, Abteilungsinspektor der Bundespolizei (2008)
- Anna Schweigl (2008)
- Colette Guei Siaou (2008)
- Josef Schrefel (2009)
- Edelbert Hackl, Gemeinderat von Kaltenberg (2010)
- Markus Himmelbauer, Gemeinderat von Kaltenberg (2010)
- Herbert Hölzl, Gemeinderat von Kaltenberg (2010)
- Robert Hofstadler, Vizebürgermeister von Langenstein (2010)
- Peter Gahleitner (2011)
- Josef Horn (2013)
- Rosa Lang, langjährige Gemeinderätin in Baumgartenberg (2013)
- Peter Schöber (am roten Bande für Lebensrettung) (2014)

- Wilhelm Mätzler, Erntereferent, Landwirt (2016)
- Friedrich Wutzl, langjährige Feuerwehrkommandant von Kirchberg an der Pielach (2016)
- Karl Baueregger
- Ludwig Bieringer, Politiker
- Alois Bischofberger, Politiker
- Hélène Cawein
- Camillo Cizek, ÖBB-Bediensteter
- Wilhelm Hillek, Soldat und Journalist
- Ignaz Hinterleithner
- Leopold Höglinger
- Ernst Kleindienst, ÖBB-Bediensteter
- Erika Kubarth, ÖBB-Bedienstete
- Karl Krach, 40 Jahre Gemeinderat von Weinburg (Niederösterreich)
- Robert Lucas Schriftsteller
- Maria Peter, ÖBB-Bedienstete
- Gerda Pichler, ÖBB-Bedienstete
- Herbert Rysavy
- Walter Strutzenberger
- Theodor Thomas, ÖBB-Bediensteter
- Wolfgang Formanek (Justiz 2021)
- Thomas Haftner (Justiz 2021)
- Christoph Schuch (Justiz 2021)
- Johannes Schirnhofer (Justiz 2021)
- Schönhofer Kurt, Jacobs Kaffee